# 좀비 워
《좀비 워》(영어: Zombiepura)는 2018년에 개봉한 싱가포르의 영화이다.

## 캐스팅
- 알라릭 테이